# Steffen Müller (Eishockeyspieler)
Steffen Müller (* 12. Juli 1993 in Ravensburg) ist ein deutscher Eishockeytorwart.

## Karriere
Steffen Müller begann seine Karriere beim EV Ravensburg. Ehe er im Senioren-Eishockey Fuß fassen konnte, spielte er in seiner Jugend-/Juniorenzeit in den Nachwuchsmannschaften des EV Ravensburg. Im Alter von 17 Jahren gab er für die Ravensburg Towerstars am 2. Januar 2011 beim 3:1-Auswärtssieg beim ETC Crimmitschau sein Debüt in der 2. Bundesliga. In derselben Saison gewannen die Towerstars den Meistertitel der 2. Bundesliga. In der Saison 2013/14 stand Steffen Müller bei den Dallas Jr. Stars, dem Juniorenteam der Dallas Stars, unter Vertrag.

## Erfolge und Auszeichnungen
- 2011 Meister der 2. Bundesliga mit Ravensburg Towerstars
- 2011 Vize-DEB-Pokalsieger mit Ravensburg Towerstars
- 2010 Aufstieg in die Junioren-Bundesliga mit dem EV Ravensburg